# Chrysometa nigrovittata
Chrysometa nigrovittata är en spindelart som först beskrevs av Eugen von Keyserling 1865.  Chrysometa nigrovittata ingår i släktet Chrysometa och familjen käkspindlar. Inga underarter finns listade i Catalogue of Life.